# Vincent Koziello
Vincent Edouard André Koziello (* 28. Oktober 1995 in Grasse) ist ein französischer Fußballspieler. Der zentrale Mittelfeldspieler steht beim KV Ostende unter Vertrag.

## Karriere

### Vereine
Koziello begann in La Roquette-sur-Siagne bei Stade Olympique Roquettan mit dem Fußballspielen und schloss sich im Jahre 2006 der Jugend der AS Cannes an. Er wechselte 2013 zum OGC Nizza und absolvierte ab November 2014 insgesamt 84 Spiele in der Ligue 1. In den Saisons 2016/17 und 2017/18 spielte er mit OGC in der Gruppenphase der Europa League.
Am 16. Januar 2018 wurde Koziello vom Bundesligisten 1. FC Köln verpflichtet, bei dem er einen Vertrag mit einer Laufzeit bis zum 30. Juni 2022 unterschrieb. In der Rückrunde der Saison 2017/18 kam er zwölfmal in der Bundesliga zum Einsatz und stieg am Saisonende mit der Mannschaft als Tabellenletzter in die 2. Bundesliga ab. Nach der Saison 2018/19 stieg er mit den Kölnern als Zweitligameister wieder in die Bundesliga auf; Koziello hatte 14 Ligaspiele absolviert. In der Hinrunde der Saison 2019/20 kam er nur zweimal in der zweiten Mannschaft des 1. FC Köln in der Regionalliga zum Zuge, in der Bundesliga wurde er nicht eingesetzt.
Ende Januar 2020 wurde Koziello bis zum Saisonende an den französischen Zweitligisten Paris FC ausgeliehen. Infolge des Abbruches des Spielbetriebs in Frankreich im März 2020 aufgrund der COVID-19-Pandemie bestritt er sechs von sieben möglichen Spiele für Paris. Mit Ende der Saison kehrte er mit Ablauf der Ausleihe zum 1. FC Köln zurück. Mitte August 2020 wurde er für die Saison 2020/21 an den portugiesischem Verein CD Nacional ausgeliehen. CD Nacional war zu dieser Saison in die oberste Liga aufgestiegen.
Zur Sommervorbereitung 2021 kehrte Koziello zum 1. FC Köln zurück. Er wurde jedoch vom neuen Cheftrainer Steffen Baumgart aus dem Profikader gestrichen. Mitte August 2021 einigte er sich mit dem 1. FC Köln auf eine Vertragsauflösung und wechselte zum belgischen Erstligisten KV Ostende.

### Nationalmannschaft
Koziello spielte am 13. November 2013 bei der 3:4-Niederlage gegen Deutschland einmal für die französische U19-Nationalmannschaft. Ende März 2015 absolvierte er zwei Spiele für die U20-Auswahl. Am 2. Juni 2016 kam Koziello beim 1:0-Sieg gegen Italien erstmals für die U21 zum Einsatz. Insgesamt brachte er es für die Auswahl auf vier Einsätze mit zwei Torerfolgen.
Koziello ist väterlicherseits polnischer Abstammung und wäre daher auch für die polnische A-Nationalmannschaft spielberechtigt.

## Erfolge
1. FC Köln
- Deutscher Zweitliga-Meister: 2018/19